# Euplectrus fukaii
Euplectrus fukaii är en stekelart som beskrevs av Crawford 1911. Euplectrus fukaii ingår i släktet Euplectrus och familjen finglanssteklar. Inga underarter finns listade i Catalogue of Life.